# Bente Kvitland
Bente Kvitland (* 23. Juni 1974) ist eine ehemalige norwegische Fußballspielerin.

## Karriere

### Vereine
Bente Kvitland wuchs in Skaugdalen in der Kommune Rissa (heute Indre Fosen) in der Provinz Sør-Trøndelag auf. Von 1991 bis 1994 spielte sie für den in Stadsbygd, einem südlich gelegenen Teilgebiet der gleichnamigen Kommune, ansässigen Mehrspartensportverein Stadsbygd Idrettslag Fußball.
Im Seniorinnenbereich spielte sie zunächst für den in Verdal ansässigen Verdal Idrettslag, dem sie von 1995 bis 1997 angehörte und in der Eliteserien das erste Mal in der Spielzeit 1997 zu Punktspielen in der höchsten Spielklasse im norwegischen Frauenfußball kam. Ihr Debüt in dieser Spielklasse gab sie am 26. April 1997 bei der 2:5-Niederlage im Auswärtsspiel gegen den FK Athene Moss und ihr Premierentor erzielte sie am 11. Mai 1997 beim 5:0-Sieg im Heimspiel gegen den Bøler Idrettsforening mit dem Treffer zum 3:0 in der 44. Minute.
In der Spielzeit 1998 war sie für den Ligakonkurrenten Byåsen IL aktiv, bevor sie sich nach Trondheim begab. Dort spielte sie von 1999 bis 2004 für den Trondheims-Ørn SK. Mit der Mannschaft gewann sie je dreimal die Meisterschaft und den nationalen Vereinspokal. Nach 97 Punktspielen, in denen sie drei Tore erzielte, ließ sie ihre Spielerkarriere beim Ligakonkurrenten Asker Fotball mit 18 Punktspielen und einem Tor ausklingen, auch mit einem Titel. Im Finale um den Vereinspokal 2005 wurde der Team Strømmen FK mit 4:0 – wenn auch erst nach Verlängerung – bezwungen.

### Nationalmannschaft
Ihr Debüt als Nationalspielerin gab sie am 23. Oktober 1999 im letzten Länderspiel des Jahres in Sesimbra beim 3:0-Sieg im Freundschaftsspiel gegen die Nationalmannschaft Portugals. Im Spieljahr 2000 kam sie in zwölf Länderspielen zum Einsatz; zwei Freundschaftsspiele, die gegen die US-amerikanische Nationalmannschaft am 6. und 9. Februar in Fort Lauderdale und Boca Raton mit 3:2 und 2:1 gewonnen wurden, drei EM-Qualifikationsspiele in der Gruppe 2 (3:0 und 8:0 vs. England und 1:0 vs. Schweiz), drei im Turnier anlässlich des 100. Geburtstages des DFB (0:1 vs. USA am 16. Juli; 4:1 vs. Deutschland am 18. Juli; 1:0 vs. China am 27. Juli) sowie vier bei ihrer Teilnahme am Turnier um den Algarve-Cup. Sie gehörte dem Kader für das olympische Fußballturnier 2000 an, wurde im Turnier, das ihre Mannschaft als Olympiasieger beendete, jedoch nicht berücksichtigt.
Im Spieljahr 2001 kam sie in vier Freundschafts- und jeweils vier Turnierspielen (Algarve-Cup, Europameisterschaft) und einem WM-Qualifikationsspiel in der Gruppe 1 (3:0 vs. Frankreich am 13. Oktober in Cannes) zum Einsatz.
Im Spieljahr 2002 nahm sie ein drittes Mal am Turnier um den Algarve-Cup (4 Spiele) und das erste Mal am Vier-Nationen-Turnier (3 Spiele) teil, bestritt zwei weitere WM-Qualifikationsspiele der Gruppe 1 (5:1 vs. Tschechien am 24. März; 3:1 vs. Frankreich am 9. Mai) und mit den beiden in Freundschaft ausgetragenen Länderspielen am 17. und 21. Juli in Toronto und Blaine (2:2 vs. Kanada, 0:4 vs. USA) ihre letzten beiden als Nationalspielerin für den NFF. Ihr einziges Länderspieltor erzielte sie am 7. März 2000 in Norwich im dritten Spiel der EM-Qualifikationsgruppe 2 beim 3:0-Sieg über die Nationalmannschaft Englands mit dem Treffer zum 2:0 in der 33. Minute.

## Erfolge
Nationalmannschaft
- Olympische Goldmedaille 2000 (ohne Einsatz)
- Halbfinalist Europameisterschaft 2001
- Algarve-Cup-Finalist 2000, 2002

Asker Fotball
- Norwegischer Pokal-Sieger 2005

Trondheims-Ørn SK
- Norwegischer Meister 2000, 2001, 2003
- Norwegischer Pokal-Sieger 1999, 2001, 2002